# Acetochlor
Acetochlor ist eine organisch-chemische Verbindung aus der Stoffgruppe der Carbonsäureamide (genauer Chloracetamide). Als selektives Vorlauflauf-Herbizid wurde es 1994 von Monsanto (heute Bayer AG) unter dem Handelsnamen Harness auf den Markt gebracht.

## Isomerie
Aufgrund der eingeschränkten Drehbarkeit um die Bindung des Stickstoffatoms mit dem aromatischen Rest existieren zwei Atropisomere des Acetochlors.

Atropisomere von Acetochlor

Meist liegt Acetochlor als Gemisch der beiden Atropisomere Ra-Acetochlor und Sa-Acetochlor vor.

## Gewinnung und Darstellung
Die kommerzielle Synthese von Acetochlor erfolgt durch Umsetzung von 6-Ethyl-2-toluidin (1) mit Chloressigsäurechlorid (2) in Gegenwart einer Base (z. B. Natriumhydrogencarbonat) unter Abspaltung von Salzsäure. Das dadurch entstandene Zwischenprodukt 2-Chlor-N-(2-ethyl-6-methylphenyl)acetamid (3) wird dann mit Chlormethylethylether in Gegenwart von Natriumhydroxid zum Acetochlor (4) umgesetzt:
Je nach Verfahren und Hersteller können auch andere herkömmliche Basen zum Abfangen der in beiden Schritten gebildeten Salzsäure verwendet werden.

## Verwendung

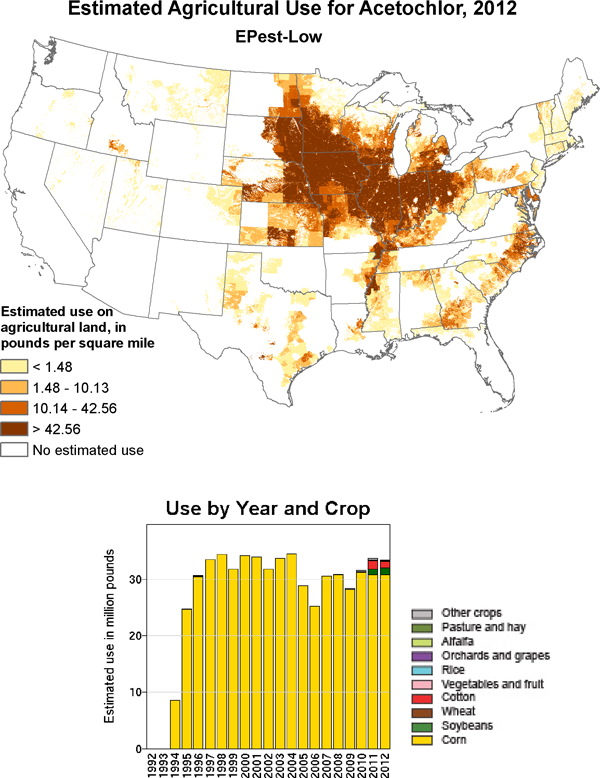
Geschätzte Ausbringungsmenge in den USA 2012

Acetochlor wird wie die verwandten Chloracetamide Alachlor, Butachlor und Metolachlor als Vorauflauf-Herbizid verwendet. Die Wirkung kommt durch Hemmung der Synthese sehr langkettiger Fettsäuren (VLCFA) zustande. In den USA wurden 2012 über 15.000 Tonnen Acetochlor – fast ausschließlich im Maisanbau – eingesetzt.
Als Safener kommt 4-Dichloracetyl-1-oxa-4-azaspiro[4.5]decan zum Einsatz.

## Regulierungen durch das Pflanzenschutzmittelrecht („Zulassung“)
Aufgrund sich lange abzeichnender nachteiliger Auswirkungen auf Mensch und Umwelt wurde Acetochlor in das Programm der Europäischen Kommission zur systematischen Untersuchung problematischer Pflanzenschutzmittel aufgenommen. In den 2000er Jahren wurde es daher von der EFSA als einer von zunächst 79 Stoffen untersucht.
In den EU-Staaten wie Deutschland und Österreich ist daher heute kein Pflanzenschutzmittel mehr zugelassen, welches Acetochlor als Wirkstoff enthält. Ähnliches gilt für die Schweiz. Dennoch darf Acetochlor in der Europäischen Union für den Export hergestellt werden.

## Gefahren
Acetochlor erwies sich als sehr giftig für Wasserorganismen, wobei diese Giftwirkung sehr lange anhält. Es verursacht Hautreizungen und erwies sich als gesundheitsschädlich beim Einatmen. Es kann bei längerer oder wiederholter Exposition die Organe schädigen, allergische Hautreaktionen hervorrufen und die Atemwege reizen. Darüber hinaus steht Acetochlor im Verdacht, Krebs zu erregen und die Fruchtbarkeit zu beeinträchtigen.
Ein Vergiftungsfall mit extremer Genitalienschwellung als Folge wurde nach Hautkontakt beschrieben.